# Jeanne Joulain
Pour les articles homonymes, voir Joulain.
Jeanne Joulain est une organiste, compositrice et pédagogue française, née le 22 juillet 1920 à Paris et décédée le 1er février 2010 à Lille.

## Biographie

### Formation
Son père, instituteur à Paris joue du violon et sa mère est professeur de piano. C'est avec elle qu'elle commence le piano. En 1934, après une rencontre avec le pianiste Raoul de Koczalski, Jeanne Joulain entre au conservatoire d'Amiens. Lors de son cursus, elle suit les classes de solfège, piano (classe de Maurice Coze), violoncelle (classe de Mario Camerini, élève de Paul Bazelaire), musique de chambre, orchestre, harmonie, contrepoint, composition (classes de Pierre Camus, directeur, lui-même élève de composition de Charles-Marie Widor) et orgue, lorsque la classe est créée en 1936 (classe de Colette Ponchel, une des dernières élèves de Louis Vierne) ; elle y remporte les premiers prix correspondants. C'est alors que débute son activité de pédagogue puisqu'elle effectue plusieurs remplacements de professeurs de solfège, piano, violoncelle, harmonie et orgue.
En 1938, le grand-orgue de la cathédrale d'Amiens est restauré. Après le concert d'inauguration donné par Marcel Dupré, un petit orchestre est formé dans le but d'accompagner le Salut. Jeanne Joulain en fait partie en qualité de violoncelliste et c'est à cette occasion qu'elle est présentée à Marcel Dupré par le directeur du conservatoire, Pierre Camus.
En 1943, elle s'inscrit à l'École César-Franck, où elle se perfectionne dans les mêmes disciplines et obtient les diplômes de piano (classe de Jean Batalla), violoncelle (classe d'Edwige Bergeron-Brachet), orgue (classe d'Édouard Souberbielle et d'Abel Decaux) au bout de deux ans. S'y ajoute le diplôme de composition (classe de Guy de Lioncourt) au bout de cinq ans.
En 1945, Jeanne Joulain demande à Marcel Dupré des cours particuliers. Pendant deux ans, elle suit le "petit cours" à Meudon et en 1947 elle réussit le concours d'entrée du conservatoire de Paris. Elle y obtient le 1er prix d'orgue et d'improvisation en 1952 (classe de Marcel Dupré).
En 1950, elle remporte les concours pour pouvoir enseigner et débute en février 1951 au Conservatoire de Lille, auquel s'ajoute celui de Roubaix en octobre 1952, qu'elle quitte au profit du conservatoire de Douai de 1960 à 1970. Ses activités professorales cessent en 1982.

### Activité professionnelle
Parmi les organistes qu'elle a formés, on peut citer Michel Alabau (organiste titulaire de l'église Saint-Séverin à Paris), Martine Betremieux-Mayeur (créatrice d’une méthode d’orgue en quatre volumes et professeur d’orgue à Villeneuve-d'Ascq), André François (par la suite titulaire des orgues de Saint-Pierre-Saint-Paul à Lille, et élève de Rolande Falcinelli et de Gaston Litaize), René Courdent (organiste titulaire des églises Saint-Christophe et Notre-Dame-des-Anges de Tourcoing), Patrick Delabre (organiste titulaire de la Cathédrale Notre-Dame de Chartres), Yves Devernay (organiste titulaire de Notre-Dame de Paris), Jérôme Faucheur (organiste titulaire des églises de Bondues et de Wambrechies et professeur d'orgue à Comines et à Hazebrouck), Marie-Agnès Grall-Menet (organiste titulaire du grand orgue de Saint-Nicolas-du-Chardonnet à Paris), Philippe Lefebvre (organiste titulaire de Notre-Dame de Paris), Jean-Philippe Mesnier (successeur de Jeanne Joulain au poste de professeur d'orgue au conservatoire de Douai (1970-2000), organiste titulaire de la Collégiale Saint-Pierre de Douai), Marguerite Spillaert (organiste honoraire de l'église Saint-Pierre-Saint-Paul de Lille)…
Elle est titulaire de l'orgue de l'église Sainte-Jeanne-d'Arc d'Amiens, du Mutin-Cavaillé-Coll de la Collégiale Saint-Pierre de Douai et enfin du Delmotte-Pascal de l'église Saint-Maurice de Lille.
Elle donne de nombreux récitals en France (entre autres à la cathédrale Notre-Dame de Paris, à l'église Saint-Sulpice, à la Cathédrale de Chartres, ou encore à la Cathédrale-Basilique de Saint-Denis, etc.), ainsi qu'à l'étranger (Altenberg, Mons, Bruxelles, Tournai, Saint-Brice, Tournai, Cathédrale Saint-Patrick de New-York et à la Cathédrale Saint-Paul de Londres).
Elle est aussi correspondante de la revue Musique-Sacrée L'Organiste. De plus, elle participe souvent à des jurys de concours de classes d'orgue.
Jeanne Joulain décède le 1er février 2010. De nombreux collègues organistes assistent à ses obsèques à l'église Saint-Michel de Lille, au cours desquelles l'orgue est touché par Jean Guillou.

### Masterclasses
1970 à 1973 : Université Duquesne, Pittsburgh
1995 : Conservatoire royal de musique de Mons (Belgique)

## Œuvres

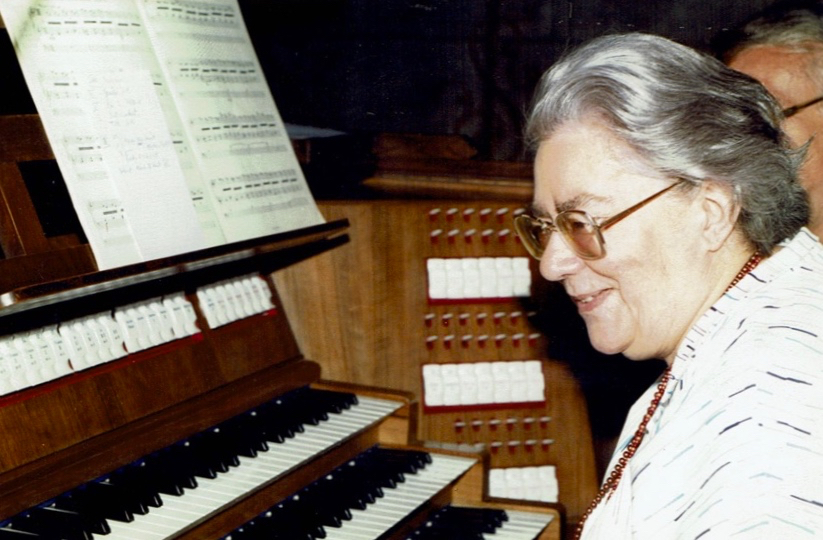
Jeanne Joulain à l'orgue de la cathédrale de Belley (années 1980).

Jeanne Joulain est l'autrice de pièces pour orgue seul, pour voix et piano, pour voix et orchestre et pour différents ensembles instrumentaux.
Les pièces non suivies d'une référence éditoriale sont inédites.

### Orgue
- Cantabile  (1938)
- Thème et variation (sur le nom de Pierre Camus) (1939)
- Variation sur un thème breton (1941)
- Prélude (1941)
- Communion (1942)
- Lamento (1943-1944). Existe également en version pour orchestre.
- Variation sur "Jesu dulcis memoria" :  "L'organiste", revue "Musique Sacrée" (1953)
- Trois pièces pour une Messe en l'honneur de la Sainte Vierge : Entrée - Offertoire - Communion ; "L'organiste", revue "Musique Sacrée" (1954-1956)
- Communion pour une Messe en l'honneur de la Sainte Vierge : "L'organiste", revue "Musique Sacrée" (1958)
- Final sur "Ave Maris Stella" pour une Messe en l'honneur de la Sainte Vierge : "L'organiste", revue "Musique Sacrée" (1959)
- Noël Flamand : 1) collection "Orgue et Liturgie" no 40 (1958) ; 2) Édition Chantraine (1994)
- Pièce d'orgue (1988) (1re partie du Prélude et Fugue sur le nom d'Antoine Drizenko)
- In memoriam Louis Vierne : 1)"L'organiste", revue "Musique Sacrée" (1962) ; 2) Édition Chantraine (1995)
- Prélude à l'Introït pour la fête des Rameaux "Hosanna Filio David" ; collection "Orgue et Liturgie" no 47 (1959)
- Paraphrase pour la fête de la Toussaint "Justorum animae in manu Dei sunt" ; collection "Orgue et Liturgie" no 52  (1961)
- Elevation sur "Victimae Pascali"  ; collection "Orgue et Liturgie" no 57
- Communion pour tous les temps "Adoro Te"  ; collection "Orgue et Liturgie" no 62 (1963)
- Postlude (sur le nom d'Allan Remsen) ; collection "Orgue et Liturgie" no 70
- Prélude et fugue (sur le nom d'Antoine Drizenko) (1988-1991) ; Édition Chantraine (1997)

### Deux orgues
- Patchwork  (1991)

### Orgue et instrument soliste
- Cortège : trompette et orgue (1992)

### Orgue et orchestre
- Symphonie concertante pour orgue et orchestre en 3 mouvements (1947)

### Piano
- Sarabande et gigue (1943)
- Trois préludes (1951)
  - Sol majeur
  - Si bémol majeur
  - Ré mineur
- Introduction and Dance (pour l'inauguration d'un piano "Tannenberg" du XVIIIe siècle s. retrouvé à Lititz en Pennsylvanie) (1972)
- Prélude en la mineur  (1993)
- Boite à musique (1995)

### Musique de chambre
- Trio : pour piano, cor et flûte (1997)

### Mélodies

#### Avec piano
- Neuf mélodies (1936-1943)
  - Mon âme a son secret (Félix Arvers)
  - Soir d'été (Albert Samain)
  - Le jardin mouillé (Henri de Régnier)
  - La mer (Henri de Régnier)
  - La lune blanche (Paul Verlaine)
  - La légende des Perce-neige (Jeanne Paruit)
  - Vierge sainte (Abbé Perreyve)
  - Promenade sur l'eau (André Theuriet)
  - Le page d'automne (Janette de Neaux)
- Ô, la splendeur de notre joie (Émile Verhaeren) 1936
- Les peupliers (Rosemonde Gérard) 1937
- La source : (Anonyme) 1938-1943. Egalement en version avec orchestre
- Chanson bengalie : mélodie pour voix et piano ou orchestre (Rabindranath Tagore) 1940-1943. Egalement en version avec orchestre
- Ô vent fou! (Rabindranath Tagore) 1942
- Berceuse (Maurice de Noisay) 1944
- Air de Ruth : extrait du 2e chant de Booz (texte d'André Schneider)1945. Voir Cantate (infra).

#### Avec orchestre
- La source : mélodie pour voix et piano ou orchestre (Anonyme) 1938-1943
- Chanson bengalie : mélodie pour voix et piano ou orchestre (Rabindranath Tagore) 1940-1943

### Motets

#### A cappella
- Domine non sum dignus : à 4 voix mixtes (1942)
- Factus est repente : à 4 voix mixtes (1942)

#### Avec cordes
- Ave verum corpus : 3 voix mixtes et accompagnement pour cordes (1943-1945)

#### Avec orgue et cordes
- Cantantibus organis : à 3 voix mixtes, orgue et accompagnement pour cordes (1942-1945)

### Cantate
- Booz : cantate biblique en 5 chants pour 4 solistes, chœur et orchestre (texte d'André Schneider) (1946)

### Messe
- Messe en Mi "à la mémoire de Maurice Duruflé" : pour contre-ténor et orgue (1996)

### Comédies musicales
- Trois heures chez Lafleur : Fantaisie musicale patoisante pour solistes chœur et orchestre (texte de Camille Dupetit) ; inédite ; 1943
- Le chant du coq : comédie musicale en 1 acte pour soliste et orchestre (texte d'André Schneider) ; inédit ; 1944

### Orchestre
- Lamento (1943-1944). Existe également en version pour orgue.
- Le rêve d'une mère : poème chorégraphique pour orchestre de chambre (texte de Jean Dubillet) ; inédit ; 1944
- Antigone : suite orchestrale, musique de scène pour une représentation d'Antigone de Jean Anouilh : inédit ; 1945
  - Prologue,
  - Le crime d'Antigone,
  - La justice des hommes,
  - La colère de Créon
  - La plainte des vieillards thébains
  - La justice des dieux

## Adaptations pour deux orgues
- Canzona a 12 de Giovanni Gabrieli (1988)
- Canzona noni toni de Giovanni Gabrieli (Sacrae symphoniae Venice 1597) (1988)
- La Lucchesina (1601) de G. Guami (1540-1611) (1993)

## Transcriptions
Jeanne Joulain a transcrit plusieurs improvisations réalisées par Pierre Cochereau au grand orgue de Notre-Dame de Paris.
- "Fugue" extraite du Triptyque symphonique", (disque FY 059/60), 1988.
- Trois versets de Vêpres (4, 5 et 6), 1988. Ed. Chantraine (1997).
- Neuf pièces improvisées en forme de Suite française (disque FY 059), 1990. Ed. Chantraine (1990, 1994).
- Treize improvisations sur les versets de Vêpres, 1988. Ed. Chantraine (1997). Ed. Butz (2008).

## Discographie
Jeanne Joulain a très peu enregistré.
Elle interprète deux pièces (J. Cabanillès : Tiento Pange Lingua ; J. Joulain : Final sur Ave Maris Stella) sur un disque intitulé Les orgues chantent dans le Nord, Agence technique de l'Orgue, 1980.
Elle a également réalisé des enregistrements (inédits) de ses oeuvres, de transcriptions d'improvisations de Pierre Cochereau et de pièces de Marcel Dupré.

## Écrits
- « Le concours d'orgue 1963 au Conservatoire National Supérieur de Paris », Musique Sacrée - l'Organiste, no 81, 1963.
- « Témoignage sur Pierre Cochereau » in Cahier et Mémoire de L'Orgue no 42, 1990.  (ISSN 0030-5170)
- « Témoignage sur Yves Devernay » in In Memoriam Yves Devernay 1937-1990, éd. Ass. "Les orgues de Saint-Christophe", Tourcoing, 1991.
- « Quelques souvenirs (sur Marcel Dupré)", Bulletin no 13 de l'AAAMD, 1995.
- " Françoise Renet", Bulletin no 14 de l'AAAMD, 1996.
- « Analyse de la Symphonie pour Grand Orgue de Pierre Cochereau » in Pierre Cochereau, Témoignages, Zurfluh, 1999.  (ISBN 2-87750-087-X)
- « Témoignage sur Maurice Duruflé » in Bulletin de l'Association Maurice & Madeleine Duruflé, no 2, 2000.

## Distinctions
- Chevalier de l'ordre des Arts et des Lettres
- Croix Pro Ecclesia e Pontifice

## Documentaires
- Jeanne Joulain apparaît brièvement dans un film intitulé Orgues, organistes et organiers dans la Région Nord-Pas-de-Calais [entre 16:55 et 19:33][4].
- Une émission sur France Musique lui a été consacrée : https://www.youtube.com/watch?v=dm-kfYKMid8

## Sources
- VIAF
- ISNI
- BnF (données)
- IdRef
- LCCN
- GND
- Belgique
- Tchéquie
- WorldCat

- MusicBrainz

- Discussions avec Jeanne Joulain, avril-mai 2008 [source insuffisante]
- Jeanne Joulain sur le site des grandes orgues de Chartres